# 弗雷興巴赫河

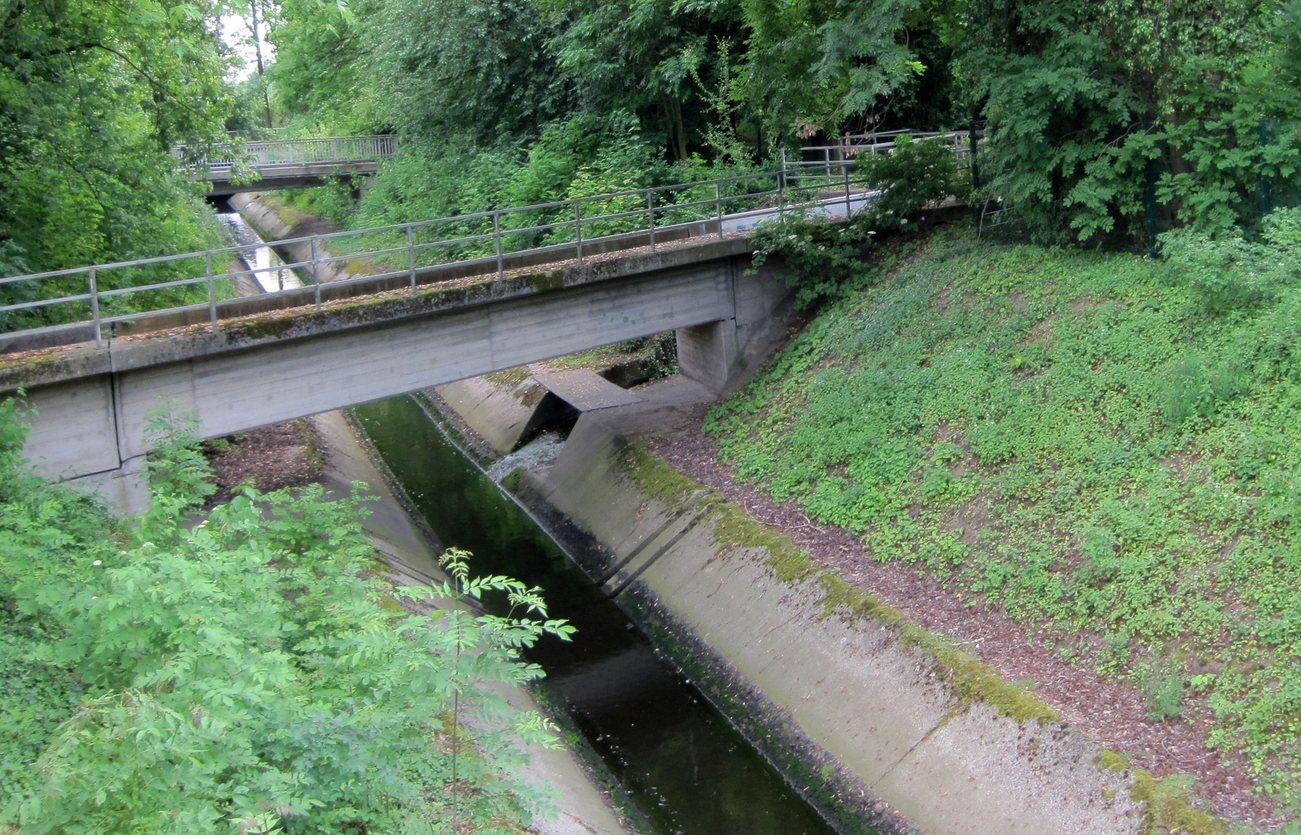

50°55′26″N 6°53′25″E / 50.9238969°N 6.8903015°E
弗雷興巴赫河（德語：Frechener Bach），是德國的河流，位於該國西部，流經北萊茵-威斯特法倫州，屬於萊茵河的支流，河道全長4.6公里，流域面積19.1平方公里。